# Операторы сотовой связи Абхазии
Сотовая связь стандарта GSM доступна в большинстве населенных пунктов Абхазии. С 2003 по 2007 годы единственным сотовым оператором на территории республики была сотовая компания ЗАО «АКВАФОН-GSM», по ряду источников, аффилированная с российским «МегаФоном». С 2007 года начал работу сотовый оператор «А-Мобайл» (совместное предприятие правительства и группы абхазских инвесторов).
На территории от российской границы до Гагры также возможен приём сигнала российских операторов МТС, «Мегафон», «Билайн» и Tele2.
До 15 ноября 2009 года при звонках на номера сотовых операторов Абхазии «А-Мобайл» и «Аквафон» из-за рубежа звонящий должен был набирать +99544 и шесть цифр телефонного номера, где 995 — код Грузии, 44 — дополнительный код Абхазии. Согласно подписанному 28 сентября 2009 года меморандуму о сотрудничестве в сфере связи между Россией и Абхазией, абхазская сторона получила коды стационарной и сотовой связи седьмой всемирной зоны нумерации, то есть по Российской системе и плану нумерации. С 15 ноября 2009 года для сотовых операторов связи на территории Абхазии новый телефонный код — +7 940.

## Аквафон
Aquafon предоставляет услуги связи в стандарте GSM на частотах 900 и 1800 МГц, в стандарте UMTS на частоте 2100 МГц и в стандарте 4G LTE. Сеть 2G (GSM) покрывает 96 % территории республики: все города и населённые пункты, горную часть Абхазии, озеро Рица, Голубое озеро и другие экскурсионные и курортные объекты. Сеть 3G покрывает 40 % территории и присутствует в городах Гагра, Пицунда, Гудаута, Новый Афон, Сухум, Очамчира, Ткуарчал, посёлке Агудзера.

## А-Мобайл
«А-Мобайл» предоставляет услуги сотовой связи в стандартах GSM, 3G и LTE/4G. По состоянию на апрель 2015 года компания обслуживает более 100 тысяч абонентов на территории Абхазии. Сеть подключения и приема платежей насчитывает более 400 точек. Компания представлена во всех городах Абхазии собственными офисами.
«А-Мобайл» первым в Абхазии запустила мобильный интернет в 2007 году. В июле 2010 года состоялся запуск в коммерческую эксплуатацию 3G, которая покрывает всю территорию Абхазии.
В 2014 году оператор первым в Абхазии предложил своим абонентам связь 4-го поколения (4G/LTE). По состоянию на апрель 2015 года 4G доступен во всех городах республики.